# قمح طري

القمح أو القمح الطري  أو قمح الخبز أو بر حنطة (الاسم العلمي: Triticum aestivum) نوع نباتي يتبع جنس القمح من الفصيلة النجيلية. هو أهم أنواع القمح وأكثرها زراعة، يستخدم لإنتاج الطحين.